# Adler (strip)
Adler is een Belgische stripreeks met René Sterne als schrijver en tekenaar. De reeks is begonnen in 1985 in het stripblad Kuifje en in 1987 verscheen het eerste album. De tekeningen van Sterne volgen de klare lijn van Hergé of Edgar-Pierre Jacobs.

## Inhoud
Adler von Berg is een Duitse piloot die in de jaren na de Tweede Wereldoorlog werkt voor de luchtvaartmaatschappij Air Freight. Samen met de mooie Helen beleeft hij avonturen op exotische locaties. 

## Albums
Alle albums zijn geschreven en getekend door René Sterne.
| Nummer | Titel                         | Uitgever(s)                       |
| ------ | ----------------------------- | --------------------------------- |
| 1      | Het vliegtuig van Nanga       | Edições ASA, Le Lombard           |
| 2      | De schuilplaats van de Katana | Edições ASA, Le Lombard           |
| 3      | Dood in transit               | Edições ASA, Le Lombard           |
| 4      | Laatste missie                | Edições ASA, Le Lombard, Albatros |
| 5      | Black Bounty                  | Le Lombard                        |
| 6      | Het verloren eiland           | Le Lombard                        |
| 7      | De rode jungle                | Le Lombard                        |
| 8      | De verdoemden                 | Le Lombard                        |
| 9      | De kracht                     | Le Lombard                        |
| 10     | De Goelag                     | Le Lombard                        |